# Musik Amrein
Musik Amrein war ein in Lübeck ansässiger Hersteller von Blechblasinstrumenten der Marke Amrein handmade und Anbieter von Zubehör der Marke AMR.

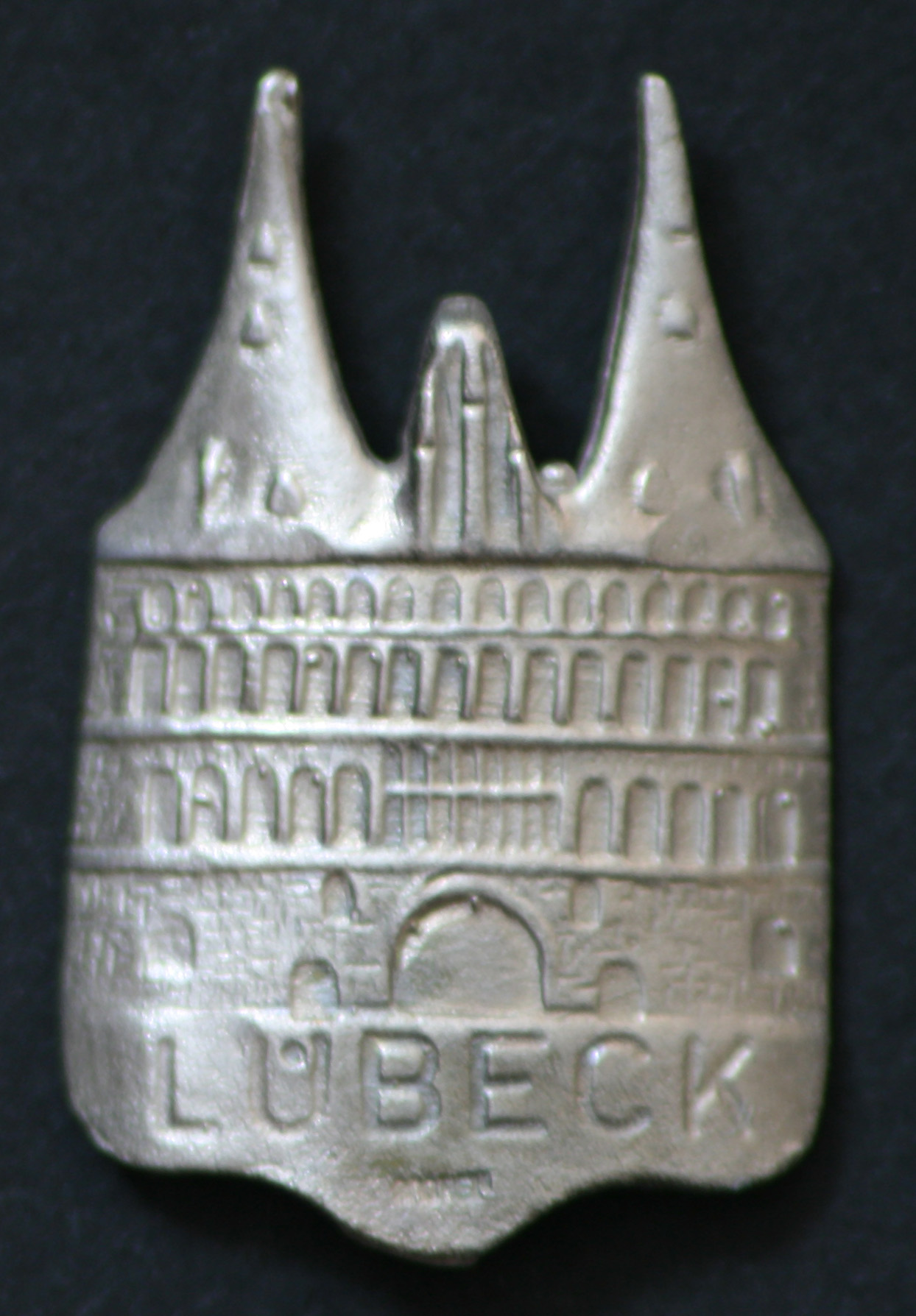
Emblem Amrein handmade

Zur Produktpalette zählten Trompeten, Flügelhörner, Kornette und Posaunen, die ausschließlich in Handarbeit hergestellt wurden. Neben den Trompeten zählten Amrein Bassposaunen zu den hochwertigen in Deutschland (und damit weltweit) hergestellten Instrumenten ihrer Art, insbesondere wegen der innovativen, intern entwickelten Ventilkonstruktion. Viele Modelle wurden nur nach Auftrag angefertigt. Erkennungsmerkmal der Amrein handmade-Instrumentenserie war ein Emblem des Lübecker Holstentores aus Silber.
1991 wurde die Tenorposaune, Modell Nr.  9e, der Firma mit dem Deutschen Musikinstrumentenpreis des Bundeswirtschaftsministeriums ausgezeichnet. 2013 fertigte Musik Amrein die ersten Posaunen-Schallbecher aus Carbon. Das leichtgewichtige High Tech-Material Carbon wiegt 20 % weniger als Messing und erlaubt eine optimale Handhabung des Instrumentes und bequemes Musizieren. Amrein war darüber hinaus der einzige Anbieter, der mit Titanbeschichtungen für Blechblasinstrumente und Zubehör experimentierte und die Titanisierung von Mundstücken als Dienstleistung anbot.
2016 beendete die Firma ihren Betrieb, als die Unternehmensgründer sich in den Ruhestand zurückzogen.